# Luka Špik
Luka Špik (Kranj, 9 febbraio 1979) è un canottiere sloveno.
Ha conquistato tre medaglie olimpiche in cinque partecipazioni ai giochi (1996, 2000, 2004, 2008 e 2012).

## Palmarès
Olimpiadi
- 3 medaglie:
  - 1 oro (due di coppia a Sydney 2000)
  - 1 argento (due di coppia a Atene 2004)
  - 1 bronzo (due di coppia a Londra 2012).

Mondiali
- 5 medaglie:
  - 3 ori (due di coppia a St. Catharines 1999, due di coppia a Kaizu 2005, due di coppia a Monaco di Baviera 2007)
  - 2 argenti (quattro a Kaizu 2005, due di coppia a Eton 2006).